# Gambia Supreme Islamic Council
Der Gambia Supreme Islamic Council (GSIC oder SIC) (deutsch Oberster islamischer Rat Gambias) ist eine muslimische Organisation im westafrikanischen Staat Gambia mit Sitz in Serekunda-Kanifing an  MDI Road.
Die Organisation setzt sich aus rund 50 islamischen Gelehrten zusammen. Der Verwaltungsrat besteht aus Imamen aus verschiedenen Gemeinden in Gambia sowie aus Vorstehern verschiedenen Institutionen, Geschäftsleuten, Dozenten und Meinungsführern. Der SIC legt auch die Daten der muslimischen Feiertage in Gambia, wie beispielsweise für das Tabaski (Islamisches Opferfest), fest.

## Geschichte
Die Organisation wurde unter der Führung von Alh. Ebrima Soriba Gassama 1992 gegründet.
Gegenüber der Ahmadiyya-Bewegung in Gambia nimmt der SIC eine kritische Stellung ein und veröffentlichte 2001 eine Fatwa.
Die Bezeichnung der Ahmadiyya als eine nicht-muslimische Bewegung wurde in einer  Ausstrahlung im staatlichen Fernsehen 2015 wiederholt. Die Bekräftigung dieser ausgrenzenden Position wurde von Baba Trawally, dem nationalen Präsidenten der gambischen Ahmadiyya-Bewegung, und Demba A. Jawo, dem ehemaligen Präsidenten der Gambia Press Union, verurteilt.
Am 22. Dezember 2019 wurde eine neue Exekutive gebildet. Die neuen Exekutivmitglieder des SIC haben ihre Positionen mit Alh. Sheriff Muhammad Sanusi Nano Hydara als neuem Präsidenten bekannt gegeben. Abubacarr Jabbi wurde zum Vizepräsidenten ernannt, Basiru Jallow zum zweiten Vizepräsidenten, Abubacarr Darboe zum Generalsekretär, Malick Ceesay zum stellvertretenden Generalsekretär, Husainou Touray zum Sprecher, Foday Mahamudu Touray zum Sekretär für Bildung, Muhammed Lamin Fadera zum stellvertretenden Sekretär für Bildung, Abubacarr Jallow zum Schatzmeister, Ebrahima Saidykhan zum stellvertretenden Schatzmeister.